# Yevgeny Krasilnikov
Yevgeny Vitalyevich Krasilnikov  (em russo:  Евгений Витальевич Красильников; Kurgan, 7 de abril de 1965 — 8 de março de 2014) foi um jogador de voleibol da Rússia que competiu pela União Soviética nos Jogos Olímpicos de 1988 e pela Equipe Unificada nas Olimpíadas de 1992.
Em 1988, ele fez parte do time soviético que conquistou a medalha de prata no torneio olímpico, no qual atuou em uma partida. Quatro anos depois, ele participou de oito confrontos e terminou na sétima colocação com a equipe unificada na competição olímpica de 1992.

## Ligações Externas
- «Perfil no Sports-Reference» (em inglês)